# Jan Balendong
Joannes Maria Matthijs (Jan) Balendong (Maastricht, 17 juli 1889 – aldaar, 21 april 1965) was een Nederlands beeldhouwer.

## Leven en werk
Balendong was een zoon van beeldhouwer Jan Hubert Laurens Balendong (1859-1927) en diens eerste vrouw Sophia Alexandrina Eberhard. Hij was een halfbroer van glazenier Frans Balendong.
Balendong kreeg zijn opleiding in de praktijk bij de firma Cuypers & Co. in Roermond (1907-1914). Hij was in 1912-1913 verantwoordelijk voor beeldhouwwerk aan de Amsterdamse effectenbeurs, onder architectuur van Joseph Cuypers, en volgde in die periode lessen aan de Teekenschool voor Kunstambachten bij Kees Oosschot. Van 1918 tot circa 1930 werkte Balendong op het atelier van Callewaert in Antwerpen en van 1930 tot 1954 was hij de vaste uitvoerder van Charles Vos. Hij was bovendien docent beeldhouwen (1948-1954) aan de Middelbare Kunstnijverheidsschool, voorloper van de Stadsacademie in Maastricht.

## Werken (selectie)
- Heilig Hartbeeld (1929), Sint-Annaterrein, Venray